# Collemontanino
Collemontanino è una frazione del comune italiano sparso di Casciana Terme Lari, nella provincia di Pisa, in Toscana.

## Storia
Antico castello dei Cadolingi di Fucecchio, è menzionato per la prima volta in un atto di donazione del 1098 alla badia di Morrona da parte dei figli del conte Ugoccione Cadolingi, Ugo e Lotario. Passato poi agli Upezzinghi di Pisa, il borgo è ricordato nuovamente in un documento del 22 novembre 1148 quando il pontefice Eugenio III conferma i possedimenti della badia e poi ancora nel 1152, quando l'abate Jacopo di Morrona ne vendette una parte all'arcivescovo di Pisa, Villano Villani. Nel 1393 passò invece al marchese Niccolò di Montescudaio.
Frazione del comune di Lari fino al 1927, andò poi a formare insieme a Ceppato, Parlascio e Sant'Ermo il comune di Casciana Terme. Dal 1º gennaio 2014 è confluito nel nuovo comune di Casciana Terme Lari.

## Monumenti e luoghi d'interesse

### Architetture religiose
- Chiesa di San Lorenzo Martire, chiesa parrocchiale della frazione, è ricordata sin dal 1089 e l'edificio è stato oggetto di varie ristrutturazioni nel corso dei secoli. Negli anni settanta del XX secolo è stato effettuato un intervento di restauro che ha conferito alla chiesa l'attuale aspetto.[4]

- Chiesa di San Martin del Colle, antica chiesa protoromanica risalente al IV-V secolo, si presenta oggi leggermente modificata nel suo originario aspetto dopo la riedificazione tra il IX e il X secolo. Sulla facciata sporge un campanile a vela.

### Architetture militari
- Rocca di Montanino, antico castello alto-medievale di cui oggi rimangono alcuni resti, come la grande torre di avvistamento a pianta rettangolare e alcuni ruderi del cassero. Secondo la leggenda il castello fu sede della contessa Matilde di Canossa, che grazie al proprio merlo malato scoprì le acque di Casciana.[5]

- Mura di Collemontanino, antica cerchia muraria del borgo castellano, ne restano oggi pochi ruderi.[6]

### Siti archeologici
- Le Casacce, località che ha riportato alla luce alcuni reperti del Paleolitico inferiore e superiore, tra cui un bifacciale di circa 200 000 anni fa, alcune schegge, quattro raschiatoi.[7]